# Segoro Puro
Segoro Puro is een bestuurslaag in het regentschap Pasuruan van de provincie Oost-Java, Indonesië. Segoro Puro telt 2950 inwoners (volkstelling 2010).